# Арну, Огюст
Огю́ст Жан Франсуа́ Арну́ (фр. Auguste Jean François Arnould; 29 апреля 1803, Париж, Первая Французская республика — 8 марта 1854, Санкт-Петербург, Российская империя) — французский поэт, драматург, прозаик, историк, эссеист первой половины XIX века.
Сперва изучал право, но почувствовав в себе творческое призвание, предпочёл заняться литературной деятельностью.
Его пьесы ставились на самых известных парижских сценах XIX века: Театр дю Водевиль, Театр де ла Порт-Сен-Мартен, Театр де ла Ренессанс, Театр Одеон, Комеди Франсез и др.
Был женат на актрисе Комеди Франсез Жанне Сильвани Арну-Плесси. Умер в Санкт-Петербурге, куда приехал, сопровождая жену в турне.
Как историк, стал известен свои трудом «История Бастилии от её основания в 1374 году до разрушения в 1789 году [так в оригинале], её заключенные, директора, архивы, подробности пыток, применённых к заключённым» (1844, в 8 томах) (Histoire De La Bastille Depuis Sa Fondation 1374 Jusqu'à Sa Destruction 1789: Ses Prisonniers, Ses Gouverneurs, Ses Archives…).

## Избранные пьесы
- Attentati e nefandità dei Gesuiti
- Un segreto
- La Roue de Fortune
- Le Dérivatif
- Huit ans de plus
- Amours et lauriers
- Un amant malheureux
- L’homme au masque de fer